# P706ie
FOMA P706ie（フォーマ・ピー なな まる ろく アイ イー）は、パナソニック モバイルコミュニケーションズによって開発された、NTTドコモの第三世代携帯電話（FOMA）端末である。
706iシリーズでは、「拡大もじ」などに対応しつつ、らくらくホンのような機能の絞込みがないie系がラインナップされているが、当機種はそのうちの一つである。ちなみに機種名の最後の英字であるeとはenjoyやeasyを意味する。
ここでは、追加モデルであるdocomo STYLE series P-06Aについても述べる。

## 概要
聞こえやすさを追求する為、周囲の騒音を抑える「しっかりトーク」や相手の声がゆっくり聞こえる「ゆったりトーク」を搭載。また、Pでは定番となった「ワンプッシュオープンボタン」と連動でワンプッシュで開くと同時に通話を始め、閉じて終話させることもできる（あらかじめ設定が必要）。メニュー画面は全階層で拡大文字に対応する。
ワンセグもパナソニックの液晶テレビ「VIERA」で培った技術を取り入れており、高画質技術「モバイルPEAKSプロセッサー」やフレーム補完技術「モバイルWスピード」を搭載し、なめらかなワンセグ映像が楽しめる。
ボタンも九州大学との共同開発で人間工学に基づいた独立ボタンとし、文字も大きめにした。もちろん、「WORLD WING(3G)」・「DCMX iD」・「FOMAハイスピード」・「Music&Videoチャネル」と最新のサービスも網羅している。
P-06Aは、端末カラーを変更した、追加モデルであり、STYLEシリーズとして導入された。サイズや機能はP706ieと全く同じである。
| 主な対応サービス           | 主な対応サービス                    | 主な対応サービス           | 主な対応サービス                                     |
| -------------------------- | ----------------------------------- | -------------------------- | ---------------------------------------------------- |
| DCMX／おサイフケータイ     | うた・ホーダイ                      | 着うたフル／着うた         | デジタルオーディオプレーヤー(WMA)(AAC)(SDオーディオ) |
| 直感ゲーム／メガiアプリ    | Music&Videoチャネル／ビデオクリップ | 3Gローミング（WORLD WING） | プッシュトーク                                       |
| FOMAハイスピード           | GPS／ケータイお探し                 | デコメール／デコメ絵文字   | iチャネル                                            |
| 着もじ                     | テレビ電話／キャラ電                | 電話帳お預かりサービス     | フルブラウザ                                         |
| おまかせロック／バイオ認証 | 外部メモリーへiモードコンテンツ移行 | トルカ                     | iC通信／iCお引越しサービス                           |
| きせかえツール／マチキャラ | バーコードリーダ／名刺リーダ        | 2in1                       | エリアメール                                         |

1. ↑  「しゃべる」のみ対応。
2. ↑  外側のカメラを利用して自画像を送信することは可能。（相手の顔を見ながら自画像を送信することは不可）
3. ↑  BモードのメールはWebメールとなる。

### プリインストールiアプリ
- 脳problem?
- ケータイTOOL7 EX
- 地図アプリ
- 楽オク出品アプリ2
- iアプリバンキング
- Gガイド番組表リモコン
- iD設定アプリ
- 「DCMX」クレジットアプリ
- FOMA通信環境確認アプリ

## 不具合
- 2009年1月27日に以下の不具合の修正がソフトウェアの更新でなされた。(P706ie)
  - イヤフォンマイクで通話すると、相手側に相手の声がエコーして聞こえる。
  - メール宛先一覧画面で特定の操作を行うと、再起動する場合がある。
  - OFFICEEDエリア表示設定を「ON」にしていても「OFF」に戻ってしまう場合がある。

- 2011年5月12日に以下の不具合がソフトウェアの更新によって修正された。(P-06A)(P706ieは2011年6月20日よりソフトウェアの更新開始)
  - フォントサイズを変更すると、絵文字の色指定が有効にならない場合がある。

(参照)P706ieのソフトウェアアップデート情報

## 歴史
- 2008年4月18日 - 電気通信端末機器審査協会（JATE）通過。
- 2008年XX月XX日 - 技術基準適合証明（TELEC）未確認。
- 2008年5月27日: F906i・F706i・N906i・N906iμ・N906iL・N706i・N706ie・P906i・P706ie・P706iμ・SH906i・SH906iTV・SH706i・SH706ie・SH706iw・SO906i・SO706i・L706ie・NM706iの開発が発表。
- 2008年8月15日 - 発売開始。
- 2009年1月27日 - 端末の不具（前述）を発表。ソフトウェアアップデートを開始。
- 2009年3月23日 - P-06Aを発表。
- 2009年3月29日 - P-06Aの発売開始。